# Brezovljani Vojlovički
Brezovljani Vojlovički is een plaats in de gemeente Čačinci in de Kroatische provincie Virovitica-Podravina. De plaats telt 73 inwoners (2001).